# Benediction (groupe)
Pour les articles homonymes, voir Benediction.
Benediction est un groupe de death metal britannique, originaire de Birmingham, West Midlands. Il est formé en février 1989 par Paul Adams (basse), Peter Rew (guitare), Darren Brookes (guitare), et Mark « Barney » Greenway (voix). Benediction est également le plus vieux groupe encore en activité signé chez le géant Nuclear Blast.

## Biographie
Benediction est formé en février 1989 par Paul Adams (basse), Peter Rew (guitare), Darren Brookes (guitare) et Mark « Barney » Greenway (voix),,. Leur première démo, The Dreams You Dread, publiée en juin 1989, est très vite remarquée par le label allemand Nuclear Blast qui permettra de publier leur premier album Subconscious Terror dès 1990, mais qui fera face au départ de Barney Greenway remplacé par Dave Ingram dans en registre guttural plutôt similaire. Les deux opus suivants, le très lourd et sinistre The Grand Leveller et le véhément et brutal Transcend the Rubicon permettent enfin au groupe une plus grande notoriété et de faire partie des valeurs sûres du death metal européen.
Il est aussi à noter qu'un des membres fondateurs du groupe, Paul Adams à la basse, quitte le combo et est remplacé par Frank Healy (Cerebral Fix et brièvement Napalm Death). Depuis le début de sa carrière, le combo de Birmingham est toujours resté fidèle aux valeurs de base du death metal originel et ne se permettra qu'une seule fois quelques réminiscences HxC/Punk sur l'opus de 1998 Grind Bastard qui malgré une très bonne production et un savoir-faire de composition particulièrement mature, fera l'objet de nombreuses controverses au sein de la communauté death metal ainsi que de ses propres fans avant de repartir sur leurs bases dès l'album suivant, tout en conservant certains éléments propre au HxC/Punk mais de façon beaucoup moins prononcée.
Benediction donne de nombreux concerts à travers le monde au cours de sa longue carrière. Ainsi l’affiche est partagée avec Bolt Thrower, Nocturnus, Massacra, Dismember et bien d’autres dont Death avec qui se noue une relation d’amitié. Chuck Schuldiner invite ainsi Benediction à jouer en compagnie de Death.

## Style musical
Comme beaucoup de groupes de son époque, Benediction continue de jouer du death metal « old school », qui reste pour les amateurs de ce style, la quintessence du vrai death metal à l'inverse des nouveaux combos de deathcore qui attire un public plus jeune et tout de même assez différent malgré les points communs musicaux. Il est également à noter que malgré une fan-base qui lui reste fidèle jusqu'au bout, la cote de popularité du groupe commencera à régresser dès leur quatrième opus The Dreams You Dread qui, selon les conseils de leur maison de disque, devait ralentir le tempo (certainement pour être plus accessible) au grand dam des puristes et comme bon nombre de leurs congénères de l'époque bénite dite « old school », Benediction ne réussira jamais à atteindre de nouveau son statut d'antan.

## Membres

### Membres actuels
- Darren Brookes - guitare (depuis 1989)
- Peter Rew - guitare (depuis 1989)
- Dave Ingram - voix (1991–1998, depuis 2019)
- Dan Bate – basse (depuis 2018)
- Giovanni Durst (depuis 2019)

### Anciens membres
- Mark « Barney » Greenway - voix (1989–1991)
- Paul Adams - basse (1989–1991)
- Ian Treacy - batterie (1989–1993)
- Paul Brookes - batterie (1994)
- Dave Hunt - voix (1998–2019)
- Frank Healy - basse (1992–2017)
- Neil Hutton - batterie (1994–2007)
- Nick Barker - batterie (2005–2011)
- Perra Karlsson - batterie (2011–2013)
- Ash Guest - batterie (2013–2019)

## Discographie

### Albums studio
- 1990 : Subconscious Terror
- 1991 : The Grand Leveller
- 1993 : Transcend the Rubicon
- 1995 : The Dreams You Dread
- 1998 : Grind Bastard
- 2001 : Organised Chaos
- 2008 : Killing Music
- 2020 : Scriptures
- 2025 : Ravage of empires

### Splits et EP
- 1991 : Confess All Goodness (split-EP avec Pungent Stench)
- 1992 : Dark Is The Season (EP cinq titres)
- 1994 : The Grotesque / Ashen Epitaph (EP cinq titres)
- 2001 : Loot, Shoot, Electrocute/The Temple of Set, (split-EP avec Pungent Stench, The Temple of Set est la partie Benediction)
- 2008 : Benediction/Wolfbrigade (split-EP quatre titres avec Wolfbrigade, deux morceaux chacun).

### Singles
- 2025 : Engines of War

### Démo
- 1989 : The Dreams You Dread